# Winchester College
Winchester College é uma escola pública (um internato estabelecido há muito tempo e que cobra taxas, destinado a alunos de 13 a 18 anos) masculina situada na cidade britânica de Winchester, antiga capital saxônica da Inglaterra. Suas denominações oficiais são Collegium Sanctae Mariae prope Wintoniam, Collegium Beatae Mariae Wintoniensis prope Winton, ou St Mary's College near Winchester. A escola segue em funcionamento, com mais de seiscentos anos de história ininterrupta, sendo a única escola inglesa com essa característica, ainda que escolas privadas, como  a King's School de Cantuária ou a St Peter's School de York sejam mais antigas. Além disso, o Winchester College é  a Public School (colégio privado elitista) mais antiga da Inglaterra, segundo o  Public Schools Act 1868. Conforme o Good Schools Guide  "Winchester College tem a melhor tradição educativa de todas as escolas da Inglaterra".
Foi fundada por William de Wykeham,  Bispo de Winchester e Chanceler da Inglaterra, em 1382, como uma escola preparatória  para o New College, Oxford, e permanece em na mesma localização desde então. É a mais antiga das nove escolas consideradas pela Comissão Clarendon (1861). Depois de ter sido um internato para meninos por mais de 600 anos, a escola iniciou uma transição para se tornar mista e passou a aceitar meninos e meninas desde setembro de 2022. 
A escola foi fundada para oferecer educação a 70 alunos. Gradualmente, o número de alunos aumentou, e um coro de 16 quiristers foi adicionado aos alunos pagantes (conhecidos como commoners). O número de alunos aumentou muito na década de 1860, com o acréscimo de dez alojamentos. Os alunos continuam a morar nos prédios medievais da escola, que consistem em dois pátios, uma capela e um claustro. Um prédio de salas de aula no estilo Wren, chamado School, foi adicionado no século XVII. Uma escola de arte (museum), uma escola de ciências e uma escola de música foram acrescentadas na virada do século XX. Um claustro de guerra foi construído como memorial, em 1924.
A escola manteve tradições, incluindo seu mascote (Trusty Servant), um conjunto de "noções", que formam uma espécie de idioma particular, e uma canção da escola, Domum. Entre seus diretores estão os bispos William Waynflete, no século XV, e George Ridding, no século XIX. Os ex-alunos são conhecidos como Old Wykehamists.